# شینیا آیکاوا
شینیا آیکاوا (انگلیسی: Shinya Aikawa؛ زادهٔ ۲۶ ژوئیهٔ ۱۹۸۳) بازیکن فوتبال اهل ژاپن است.
از باشگاه‌هایی که در آن بازی کرده‌است می‌توان به باشگاه فوتبال کونسادول ساپورو اشاره کرد.